# Drosophila triaina
Drosophila triaina este o specie de muște din genul Drosophila, familia Drosophilidae. A fost descrisă pentru prima dată de Lu și Zhang în anul 2004. Conform Catalogue of Life specia Drosophila triaina nu are subspecii cunoscute.